# Telekon
Telekon är ett musikalbum från 1980 av Gary Numan. Det blev hans tredje raka etta på den engelska albumlistan på bara drygt ett år efter Replicas och The Pleasure Principle. Albumet skiljer sig från föregångaren The Pleasure Principle genom ett mer varierat sound med gitarrer och stråkinstrument och ett rikare, stämningsskapande bruk av synthesizers.

## Låtlista

### Originalutgåva
1. This Wreckage
2. The Aircrash Bureau
3. Telekon
4. Remind Me To Smile
5. Sleep By Windows
6. I'm An Agent
7. I Dream Of Wires
8. Remember I Was Vapour
9. Please Push No more
10. The Joy Circuit

En begränsad upplaga av LP:n innehöll även en bonus livesingel med låtarna "Remember I Was Vapour" och "On Broadway".

### CD-utgåva
1. This Wreckage
2. The Aircrash Bureau
3. Telekon
4. Remind Me To Smile
5. Sleep By Windows
6. We Are Glass
7. I'm An Agent
8. I Dream Of Wires
9. Remember I Was Vapour
10. Please Push No more
11. The Joy Circuit
12. I Die: You Die
13. A Game Called 'Echo'
14. Photograph
15. Down In The Park (Piano Version)
16. Trois Gymnopédies (1st Movement)